# Grupo de Observação das Nações Unidas no Líbano
O Grupo de Observação das Nações Unidas no Líbano (também conhecido como UNOGIL por sua sigla em inglês) foi uma operação multinacional de manutenção de paz implantada no Líbano entre junho e dezembro de 1958.
A missão, estabelecida após a deposição do presidente Camille Chamoun com o objetivo de evitar que a tensão no país se transformasse numa guerra civil, teve a aprovação da Resolução 128 do Conselho de Segurança das Nações Unidas em 11 de junho de 1958. Nessa resolução decidiu-se pelo envio urgente de um grupo de observação para "assegurar que não se produza nenhuma infiltração ilegal de pessoal ou de qualquer fornecimento ilegal de armas outro material entre as fronteiras libanesas". O Líbano havia denunciado anteriormente às Nações Unidas a intervenção da República Árabe Unida nos assuntos internos do país, que em sua opinião poderia comprometer a paz e segurança internacional.
O UNOGIL contou com 591 soldados mobilizados na fronteira entre o Líbano e a Síria e apoiados por pessoal civil. A sede foi estabelecida em Beirute. Em seus 7 meses de duração, a missão não sofreu nenhuma baixa.